# Date Tsunamune
En aquest nom japonès, el cognom és Date.
Date Tsunamune (伊達 綱宗) fou un samurai japonés de començaments del període Tokugawa, membre de la branca de Sendai del clan Date, 19é cap d'aquest i 3r Dàimio del domini de Sendai, des de 1658 fins a 1660, succeint en el càrrec a son pare, Date Tadamune.